# 跟着你就是跟着那太阳
跟着你就是跟着那太阳是由刘烜榞、门笑凯作词，刘烜榞、张玉来作曲，歌颂中共中央总书记习近平的华语流行歌曲。
该歌曲是由一家网络公司“大唐天下网络科技有限公司”制作的。2017年11月10日，该公司在国家会议中心举办了《跟着你就是跟着那太阳》MV新闻发布会，當時得到了环球网、央广网、千龙网等的报道。但報導在不久后这些报道就被删除了。